# Bosc Comunal de Cortsaví
El Bosc Comunal de Cortsaví (en francès, oficialment, Forêt Communale de Corsavy) és un bosc de domini públic del terme comunal de Cortsaví, a la comarca del Vallespir, de la Catalunya del Nord.
El bosc, que ocupa 1,35 km², està situat a l'extrem nord-est del terme comunal, a prop del límit amb els termes dels Aspres de la Bastida i de Sant Marçal, a prop a ponent de la Torre de Vetera.
El bosc està sotmès a una explotació gestionada per la comuna de Cortsaví. Té el codi identificador de l'ONF (Office National des Forêts) F16263M.